# Francisco Correa de Arauxo
Francisco Correa de Arauxo (Sevilla, bautizado el 17 de septiembre de 1584-Segovia, muere entre el 6 de octubre y 18 de noviembre de 1654) fue uno de los compositores y organistas andaluces más importantes de la época de transición entre el Renacimiento y el Barroco.

## Biografía

### Sevilla
Francisco Correa de Arauxo nació en Sevilla, siendo bautizado el 17 de septiembre de 1584 en la iglesia de San Vicente.
Se desconoce el lugar donde cursó sus estudios musicales, aunque los dos sitios de la ciudad adecuados para aprender música eran la catedral de Sevilla, donde era maestro de capilla Francisco Guerrero, y la colegiata del Salvador. Comenta sobre el panorama musical en su juventud:

Cuando comencé a abrir los ojos en la música, no había en esta ciudad [Sevilla] rastro de música de órgano accidental; y la primera que vide puntada en cifra, después de algunos años, fueron unos versos de octavo tono de Peraza, y, luego de ahí, a poco más, otros de Diego del Castillo, racionero organista que fue de la catedral de Sevilla, y, después, de la capilla Real [de Madrid]
Correa de Arauxo, 1626.

Fue organista de la colegiata del Salvador entre 1599 y 1636. Se ordenó sacerdote en 1608. Para su ordenación sacerdotal precisaba un documento que le acreditaba como organista del Salvador y que le había sido robado. El secretario del cabildo colegial se negó a realizarle por escrito una fe de dicho nombramiento por lo que tuvo que solicitarla al arzobispado. Gerónimo de Leyva, canónigo provisor, le solicitó al secretario el documento, que fue entregado a Francisco. En 1615 declaró a favor de Lope de Varahona, sacristán mayor, por un proceso en el que pretendían retirarle de su puesto, que finalmente conservó. En 1627 declaró en un proceso del cabildo con la parroquia para nombrar un cura ayudante, cosa que finalmente se llevó a cabo. En 1629 tuvo un proceso contra la hermandad sacramental del que no existe más información. A partir de 1630 participó en un conjunto de procesos que ayudaron a que Correa se marchara a otra ciudad.
En 1613 opositó para ser organista de la catedral de Sevilla, aunque esa plaza fue dada a Francisco Pérez de Cabrera.

### Jaén
En febrero de 1636 el cabildo catedralicio de Jaén ofreció a Correa un puesto de organista. Tenía entonces 51 años. Sus primeras actividades consistieron en la composición de chanzonetas para la festividad del Corpus. No se conserva ninguna de estas chanzonetas pero sí el escrito Parecer del licenciado Francisco Correa, que es un cuestionario detallado del saber musical compositivo de los maestros de capilla de España y en el que se aprecia el alto nivel de conocimiento que poseía Correa sobre la teoría contrapuntística y compositiva de la época.
En la catedral de Jaén contaba con un órgano viejo y desajustado, aunque recibía mantenimiento del organero Juan Bautista Marín. Esto, y las obras de la catedral, que impedían que se hiceran más cultos solemnes con presencia del órgano, hicieron que Correa de Arauxo se plantease su traslado a Segovia.

### Segovia

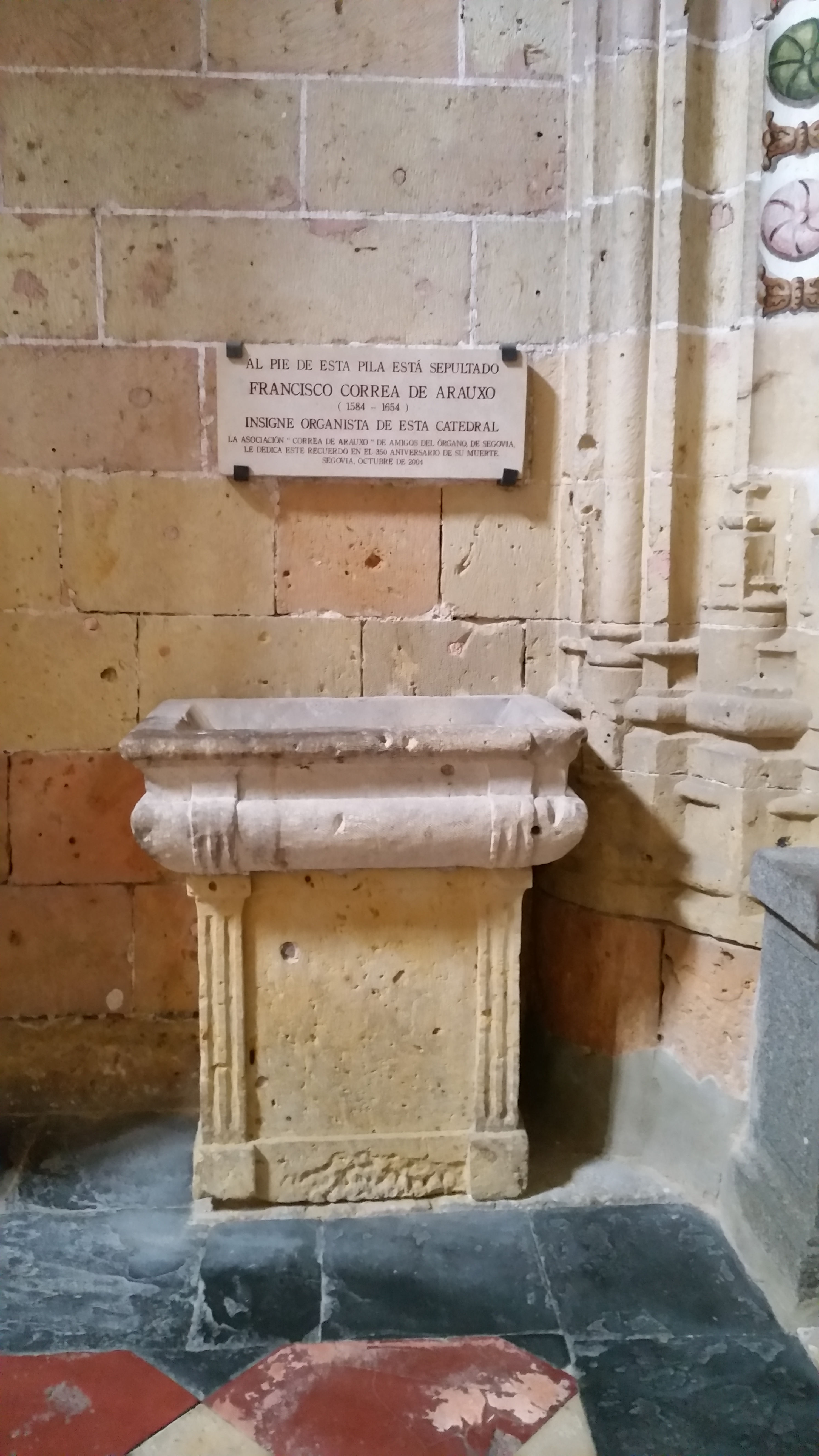
Tumba de Correa de Arauxo en la catedral de Segovia.

En marzo de 1640 escribió a la catedral de Segovia. El cabildo catedralicio le escogió como organista por oposición, realizada el 30 de abril. En este puesto sucedió a Juan de Soto. Los otros opositores fueron: Pedro Jalón, de Burgos; Andrés de Ortega, de Zamora; y Domingo Serrano, de Osma. Antes de presentarse, Correa redactó un Memorial por el cual exponía sus destrezas y habilidades con el órgano.
En marzo de 1641 la catedral de Sevilla le propuso que se presentase a las oposiciones para ser el nuevo organista, al haber fallecido el que ocupaba ese puesto, Federico Pérez de Cabrera. Correa se planteó la oferta durante algunos meses, en los que otros realizaron las oposiciones. Finalmente, en noviembre escribe explicando que no participará porque aquello supondría desatender al cabildo y a sus discípulos de Segovia. Finalmente, el cabildo de Sevilla dio la plaza de organista al que hasta entonces había sido organista segundo, Andrés Martínez.
Francisco Correa estuvo 14 años en Segovia, encargándose de corregir ejercicios de oposiciones y tocando el órgano pequeño en las procesiones del Corpus. Actuó en el funeral de la reina de España, Isabel de Borbón en diciembre de 1644. Al final de sus días se encontraba bastante impedido y enfermo, y su sobrino Juan Arias Macías tuvo que suplirle en la catedral. Hizo testamento en Segovia por el cual nombraba heredera a su prima Jerónima Ortiz Acosta y pedía que su cuerpo fuese enterrado en la propia catedral.
Finalmente murió entre el 6 de octubre y el 18 de noviembre de 1654, quedando su sobrino como organista interno en Segovia mientras que el sucesor de Correa sería el organista Antonio Brocarte Saenz de Tejada.

## Obra
En su música se unen el contrapunto y la armonía de la polifonía renacentista con un ritmo vivo y con melismas virtuosos, lo cual es propio de la música española de su tiempo.

### Producción
En Advertencias de su obra Facultad orgánica Correa habla de su intención de publicar dos libros. El primero sería de música práctica, concretamente de versos salmódicos para órgano. No se sabe si lo llegó a publicar. Seguramente tales versos habrían sido una continuación desarrollada y de estilo barroco de los versos salmódicos de Antonio Cabezón, cuya música Correa conocía.
El segundo libro trataba sobre lo que él llamaba “los casos morales de la música”. Era un libro dedicado a la teoría avanzada de la técnica musical, cuyos “casos morales” eran ejemplos musicales sacados de composiciones propias y de sus contemporáneos. Su objetivo era escribir un libro donde se justificasen muchos procedimientos técnicos mal vistos por la composición tradicional. Procedimientos como el choque de una nota contra su homónima alterada eran lo que él llamaba “casos morales”.
Estos dos libros fueron publicados, según el testimonio de Correa, seguidamente pero no se conserva ningún ejemplar aunque sí se ha hallado en el archivo de la catedral de Jaén un escrito titulado Parecer del licenciado Francisco Correa, juez sobre estos ejercicios. Esta publicación contiene de forma muy detallada todo lo que debe saber un aspirante a maestro de capilla.
La otra obra perdida de Correa es la serie de chanzonetas que compuso durante su estancia en Jaén para el Corpus de 1636.

### Facultad orgánica
El libro Francisco Correa de Arauxo Facultad orgánica está considerado uno de los principales libros de música europea del siglo XVII. Fue publicado en Alcalá de Henares (Madrid) en 1626. Obra de madurez artística, se divide en dos partes, la teórica y la práctica. Esta división viene dada por el propio autor: “Libro de tientos y discursos de música práctica y teórica de órgano, intitulado Facultad orgánica”. La parte teórica expone la doctrina musical de la música para órgano y consta de seis secciones:
1. Índice de las piezas que contiene la parte práctica.
2. Epigrama y encomio de Juan Álvarez de Alanis, alabando al autor.
3. Prólogo en alabanza de la cifra de órgano española.
4. Advertencias y pensamiento del autor sobre algunos puntos de teoría musical.
5. Tratado sobre el cifra
6. Método práctico del modo de templar el monacordio.

Tras la extensa sección de teórica, Correa nos presenta “´Tientos y discursos de la técnica musical”. Es una colección de 69 piezas para órgano ordenadas en criterio pedagógico, es decir, en orden de dificultad en 5 grados. Dentro de estos 5 grados encontramos dos grupos. El primero lo componen las piezas de registro entero y el segundo de registro medio. De estas 69 piezas para órgano hay 62 tientos (26 de registro entero y 36 de medio), 4 canciones glosadas y 3 armonizaciones de canciones religiosas.

### Carácter pedagógico
Es muy interesante el carácter pedagógico de Facultad orgánica. Correa introduce pequeños prólogos, que el denomina “apuntamientos e indicaciones” antes de todas sus piezas. Esto es un elemento innovador que ningún otro práctico había tenido en cuenta.

Fácil para principiantes, el cual he querido poner(aunque de mis principios) para que los nuevos compositores se animen a estudiar, viendo lo que hice entonces y lo que hago ahora, y para que los viejos no se ensoberbezcan,si vieron algo digno de enmienda, considerando que la diferencia que hay de lo primero a lo postrero esa misma que de lo postrero a lo porvenir dándome Dios vida
Prólogo tiento Nº19. Francisco Correa de Arauxo. 1626.

## Estilo
El estilo de Correa viene definido por varias características:
La armonía es modal aunque introduce disonancias atrevidas y modulaciones. No usa cromatismos excepto en secciones muy excepcionales. Sus intervalos más usados son la quinta aumentada, la cuarta disminuida y las séptimas menores. Denota un gusto por las notas de paso prolongadas y las apoyaturas. Además, es el primer compositor de la península ibérica que usa notas fusas, a las que incluso llega a dedicar varias composiciones:

Hallarás, asimismo, obras de compás (…) mayor binario, de a treinta y dos figuras al compás, cosa nueva y de ningún autor destos reinos puesta hasta hoy en estampa
Correa de Arauxo (1626) 

Los tientos de F. Correa se componen de varios temas, construidos en base al contrapunto imitativo a la cuarta o la quinta, generalmente en imitación directa. Se diferencia de sus contemporáneos en la vivacidad de los contrasujetos, así como en la variedad de secciones en que divide los tientos.